# Alan Hansen
Alan Hansen, född 13 juni 1955 är en skotsk före detta professionell fotbollsspelare (försvarare) och kommentator. 
Han började sin karriär i den skotska klubben Partick Thistle med vilken han spelade över 100 matcher mellan 1973 och 1977. Det året blev han köpt av Liverpool FC för 100 000 pund.
De första åren hade han svårt att ta en ordinarie plats, men från 1981 var han etablerad i startuppställningen. Han kom totalt att spela över 600 matcher med Liverpool innan han tvingades lägga fotbollsskorna på hyllan efter en skada i början av 1990-talet. Under åren fram till 1985 var Liverpool mycket framgångsrika och Hansen var med och tog ett flertal titlar, bland annat fyra Europacup-vinster. Han blev kapten för laget 1986. Under 1989 var han knäskadad stora delar av säsongen och även därefter var han plågad av sitt knä tills han gav upp karriären. Då hade han dock hunnit bli den spelare som tillsammans med lagkompisen Phil Neal (och senare även Ryan Giggs i Manchester) varit med och vunnit flest ligatitlar, åtta stycken.
Han spelade 26 matcher med det skotska landslaget. Bland dessa ingick bland annat VM-slutspelet 1982. Där kom han dock vara inblandad i ett försvarsmisstag som ledde till att Sovjetunionen kunde göra mål, vilket ledde till att matchen slutade oavgjort och att Sovjetunionen gick vidare istället för Skottland. 
Efter sin aktiva karriär började han arbeta som expertkommentator i studion hos Sky Television. Han kom senare att gå över till BBC där han fortfarande är kommentator. Som kommentator är han känd för att avfärdat Manchester Uniteds lag 1995 med orden "Man kan inte vinna med barn". Laget kom att vinna både ligan och FA-cupen. I laget spelade bland annat David Beckham, Gary Neville och Paul Scholes. 